# Astrid Grotelüschen
Astrid Katharina Josefine Grotelüschen, née le 9 décembre 1964 à Cologne, est une femme politique allemande membre de l'Union chrétienne-démocrate d'Allemagne (CDU).
Sa carrière politique commence au niveau de l'arrondissement d'Oldenbourg, en 2006, comme élue municipale et locale. En 2009, elle est élue de justesse députée fédérale de Basse-Saxe au Bundestag mais renonce à ce mandat dès 2010, pour devenir ministre régionale de l'Agriculture de Basse-Saxe dans la coalition noire-jaune dirigée alors par Christian Wulff. Elle démissionne au bout de quelques mois.

## Éléments personnels

### Formation et carrière
Elle passe son Abitur à Brühl en 1984, puis entre à l'université de Bonn afin d'y étudier les sciences familiales et alimentaires, ce qui lui permet d'obtenir en 1990 un diplôme d'œcotrophologie. Au cours de ses études, elle a effectué de nombreux stages et obtenu plusieurs emplois dans l'agroalimentaire, chez des bouchers, des boulangers, dans la cuisine, auprès des personnes âgées ou dans l'agriculture.
Une fois son cursus achevé, elle a aussitôt commencé à travailler dans l'entreprise familiale, spécialisée dans l'élevage de dindes. À la suite de la chute du mur de Berlin, la société a étendu son activité en ex-Allemagne de l'Est, et elle a été nommée déléguée pour la gestion dans le Mecklembourg-Poméranie-Occidentale en 1995. Six ans plus tard, elle a repris la direction de la compagnie avec son mari.

### Vie privée
Elle a épousé son mari, Garlich, en 1991, et le couple a depuis eu trois enfants : Gerrit, né en 1994, Arné, arrivé trois ans plus tard, et enfin Erik, venu au monde en 1998. De confession catholique, elle vit avec sa famille dans la petite ville de Großenkneten.

## Activité politique

### Parcours militant
Elle adhère à l'Union chrétienne-démocrate d'Allemagne (CDU) en 1999, et en devient deux ans plus tard vice-présidente dans l'arrondissement d'Oldenbourg.

### Premiers mandats électifs
En 2001, elle est élue membre du conseil municipal de Großenkneten, étant désignée présidente du groupe municipal CDU en 2006. Cette même année, elle entre à l'assemblée (Kreistag) de l'arrondissement d'Oldenbourg. Candidate aux élections fédérales du 27 septembre 2009, elle est élue de justesse députée fédérale de Basse-Saxe au Bundestag dans la circonscription de Delmenhorst – Wesermarsch – Oldenburg-Land avec 35,3 % des voix contre 34,7 % au député social-démocrate sortant.

### Ministre de l'Agriculture de Basse-Saxe
Astrid Grotelüschen est nommée ministre de l'Alimentation, de l'Agriculture, de la Protection des consommateurs et du Développement régional de Basse-Saxe, dans la coalition noire-jaune du chrétien-démocrate Christian Wulff, le 27 avril 2010. À cette occasion, elle renonce à la présidence du groupe CDU de Großenkneten au profit de la vice-présidence, et démissionne du Bundestag. Elle est maintenue dans ses fonctions lorsque David McAllister remplace Wulff, le 1er juillet suivant, mais quitte le gouvernement régional 17 décembre, à la suite des critiques de l'opposition et à la perte de soutien du groupe CDU au Landtag provoqués par les photos de défenseur des animaux montrant des dindes maltraitées par une société en relation avec celle de son époux, ce qu'elle avait nié dans un premier temps, ainsi que par sa possible responsabilité dans les mauvaises conditions sociales pratiquées dans un abattoir de Neubrandenbourg.